# 和人
和人（わじん）は、
- アイヌ以外の日本人または大和民族が自分たちをアイヌと区別するために用いた自称である[1][2]。和人は、アイヌの側からは「シサム」「シャモ」「シサムウタラ」（「隣人」の意）と呼ばれた[3]。類義語は、倭人。
- 飛鳥時代には、主に畿内の大和国に住む大和民族の事を指していた。

## 概要
文献史料による「和人」の初出は定かではないが、江戸時代後期には江戸幕府が当時のアイヌに対する日本人の自称として用いている。
幕末、ロシア帝国の南下に対して領土的危機感を抱いた幕府は、松前藩領であった蝦夷地を上知・公議御料（第一次 1799-1821、第二次 1855-）とし、アイヌ民族がロシアに懐柔されるのではないかという危惧のもと、それまで華夷秩序に倣って「境を接する域外の蛮夷・服属民」として扱ってきたアイヌを「国内の文化・習俗の異なる集団」と捉え直し、政治的・文化的にも同化を推し進め、蝦夷地の領有を確固たるものにしようとした。「和人」はこのような文脈の中で使用されはじめた用語であり、歴史的には道南の、幕藩体制における居住者渡来者がその主たる内実を構成していた。
現在では、アイヌやアイヌに接する日本人、およびアイヌ研究者の間で用いられる。北海道アイヌ協会では、アイヌを民族呼称と定義する一方、日本は明治期から第二次世界大戦終結前まではアイヌを基本的には先住民族との認識の下で公教育を進めてきたが、戦後は「国籍を持つ者『国民』としてだけで把握し、その民族的属性やそれら集団に対する配慮を欠く」ことを批判し、アイヌ以外の日本人を「和人」と表記している。
書籍などでは隼人や蝦夷など古代に存在した集団に言及する際、ヤマト王権側の人間（初期の大和民族）の意味で使われることがある。

## 日本人による自称としての「和人」
- 1799年（寛政11年）
『蝦夷地御用掛松平伊豆守様御達書』に、「夷人共追々御徳化に感じ、御主法に馴れ、和人風俗ニ相成度由望候者も有之候幅、月代も致させ…」との記述がある。
- 1808年（文化5年）
江戸幕府普請役の最上徳内による『渡島筆記』に、「只和人，山丹，オロコの賈人なとゝ交易の事にいたりては貸借あり。」との記述がある。
- 1918年（大正7年）
北海道庁内務部による『旧土人に関する調査』に、「和人の圧迫と食物の欠乏とは彼等の精神を委靡せしめ、…」との記述がある。
- 2009年（平成21年）
「第4回　アイヌ政策のあり方に関する有識者懇談会　配布資料」（内閣総理大臣官邸）の「共通の認識として」に、「アイヌ民族もしくはアイヌの人びとに対する『日本人』をなんと称すべきか→和人、シサム、シャモ」との記述がある。
- 2009年（平成21年）
「第5回　アイヌ政策のあり方に関する有識者懇談会　配布資料」に、「本土人（和人）」、「日本の多数民族である和人」との記述がある。

## 参照
1. ↑  「和人」表現は、近代以降主として北海道内で歴史用語として使用され、満州事変以降の戦時期には「大和民族」と表現されるようになり、敗戦後は「和人」表現に戻っている（海保嶺夫『エゾの歴史』講談社学術文庫 p143）
2. ↑  さて「和人」とは「アイヌ以外の日本人」のことをさすといわれます。ですが、在日の人たちや、沖縄の人、帰化した外国人の二世などのことを「和人」とは言わないような気がするので、やはり「民族としての日本人(大和民族?)」のことを指すのではないか、と思われます。（『アイヌ』にまつわるQ&A）
3. ↑  百科事典マイペディア,コトバンク
4. ↑  こうした和人の用例は1790年代以降にみられはじめ、1799年（寛政11年）蝦夷地幕領化以降、幕府文書にも登場。アイヌ内国民化のもとで、民族としての日本人とアイヌを区別するのに都合がよいため通用したものと思われる。（『岩波日本史辞典』「和人」項）